# 藤田一枝
藤田 一枝（ふじた かずえ、1949年7月20日 - ）は、日本の政治家。立憲民主党福岡県総支部連合会顧問。
福岡県議会議員（3期）、衆議院議員（2期）、厚生労働大臣政務官（野田内閣・野田改造内閣・野田2次改造内閣）、民主党福岡県連幹事長、旧立憲民主党福岡県連幹事長などを歴任。

## 概要
東京都出身。明治大学法学部中退。結婚を機に福岡市へ移る。1975年、財団法人福岡市学校給食公社入社。労働組合を結成し、「学校給食を考える福岡市連絡会議」を設立。
1987年、日本社会党から福岡県議会議員選挙に福岡市早良区選挙区から立候補し、初当選。
福岡県議3期目の途中で辞職して、1998年の第18回参議院議員通常選挙に福岡県選挙区から無所属で出馬するが、落選。その後民主党に入党。2000年の第42回衆議院議員総選挙には民主党公認で福岡3区から出馬するが、自由民主党の太田誠一に敗北し、重複立候補していた比例九州ブロックでの復活叶わず落選。
2003年の第43回衆議院議員総選挙では、同年に発覚した早稲田大学のイベントサークル「スーパーフリー」による強姦事件について、レイプを容認するかのような発言をした対立候補の太田が落選し、藤田が福岡3区で当選した。しかし2005年の第44回衆議院議員総選挙では再び太田に敗れ、比例復活もならず落選。2009年の第45回衆議院議員総選挙では再度太田を下し、国政に復帰。国会議員時代は菅直人の側近だった。2011年、厚生労働大臣政務官に就任。
2012年の第46回衆議院議員総選挙では、太田が政界を引退したことに伴い公募で選ばれた自民党新人候補の古賀篤に敗れ、比例復活ならず落選。2014年の第47回衆議院議員総選挙でも古賀篤に敗れ、比例復活ならず落選。2015年6月、政界引退の意向を示した。2015年7月に「女性と政治」研究所を設立。その後、福岡3区総支部長を山内康一に譲り、2016年に結成された民進党では福岡県連男女共同参画・人権委員長
および福岡3区総支部長代行を務めた。
2017年、第48回衆議院議員総選挙では立憲民主党から比例九州ブロック7位で出馬するも、落選。2020年の（新）立憲民主党結成後は同党福岡県総支部連合会顧問。

## 活動
- 選択的夫婦別姓制度の導入に賛成[5]。国会の質問においても「現状の夫婦どちらかの姓を選ぶということは、もちろん一部には男性が女性の姓に変わる場合もあるが圧倒的に女性が男性の姓に変わるということであり、この二つの選択肢しかないということであります。これに対して、選択的夫婦別姓は、選択的な、もう一つの選択肢を提起するということを示している考え方。選択肢をふやそうということ。あくまで選択的な問題で、何も全員に夫婦の別氏を強制するというわけでもない。婚姻前の氏で、そして法律婚を希望しているという人たちはたくさんいる。しかし、今動いていかないから、事実婚に走ったりとか、通称使用であきらめているとか、そういうこともたくさん出ている」と述べている[6]。
- 2010年12月、女たちの戦争と平和資料館が提出した「慰安婦問題の立法解決を求める署名」を受け取ると「立法解決が実現できず大変申しわけない。命あるうちに謝罪の言葉が聞きたいという93歳のハルモニの思いをうけとめて活動していく」と回答した[7]。
- 2010年、後援会事務所が確認したところ、2008年10月に自治労系政治団体「ふくおか21フォーラム」から寄付された700万円を2008年の政治資金収支報告書に記載していなかったことがわかり、2010年3月10日付で福岡県選挙管理委員会に訂正を届け出た[8]。

## 役職
- 民主党福岡県総支部連合会幹事長[1]
- 社会福祉法人「さわら会」理事[1]
- NPO法人「明日のカンボジアを考える会」理事[1]
- NPO法人「九州補助犬協会」顧問[1]